# Czernowitzer Morgenblatt
Czernowitzer Morgenblatt (în traducere „Foaia / Gazeta de dimineață din Cernăuți”) a fost un ziar de limba germană, care a fost publicat la Cernăuți de un grup de ziariști, avocați și scriitori evrei în perioada 1918 - 1940, când localitatea a făcut parte din România, mai precis între 14 mai 1918 și 28 iunie 1940, perioadă în care au ieșit de sub tipar 6484 de numere.
Cercul de cititori ai Czernowitzer Morgenblatt consta în burghezia și oamenii de cultură evrei de expresie germană din Cernăuți. Între fondatori s-au numărat avocatul Dr. Elias Eliahu Weinstein și jurnalistul Julius Weber. Ziarul apărea zilnic, în afară de ziua de luni. Distribuția se făcea în Bucovina, Basarabia, România și Galiția de est. Ziarul avea până la 12 pagini și un tiraj de circa 6.800 de exemplare. În perioada 1930-1937 a existat și o ediție de seară (Abendblatt des Czernowitzer Morgenblattes).
Unul din colaboratorii permanenți a fost Alfred Margul-Sperber, care se ocupa de pagina literară a ziarului, în perioada ianuarie 1927 – aprilie 1933, fiind recenzate peste 280 de articole purtând una dintre semnăturile ori pseudonimele atribuite lui. Tot aici a publicat și Rose Ausländer.
În paginile ziarului publica și Dr. Mayer Ebner, una din figurile de bază ale mișcării sioniste din Bucovina.
Cu toate acestea, ziarul era nepărtinitor, nu se identifica cu nici un partid sau cu vreun grup etnic. Deși redactorii erau evrei, nu erau nici sioniști, nici evrei ortodocși. Ziarul nu îndemna evreii să emigreze în Palestina, dar se ridica împotriva Cărții Albe⁠(en)[traduceți] emise de Anglia în 1922, care interzicea emigrarea evreilor, împiedicând astfel formarea unui stat evreiesc. Ziarul milita pentru libertatea presei și pentru egalitatea de drepturi pentru toate minoritățile etnice trăitoare în România.
Primul moment greu prin care a trecut ziarul a fost după unirea Basarabiei cu România, când, în textul unui decret emis de Iancu Flondor, în calitate de ministru secretar de stat, fără portofoliu, însărcinat cu administrarea Bucovinei, apăreau cuvintele "minoritățile trebuie să se supună noului regim". Ca reacție, Julius Weber a scris un articol cu titlul În folosul cui? Ca urmare, Iancu Flondor a ordonat suspendarea apariției ziarului timp de 3 zile și a impus condiția ca numele lui Julius Weber să fie scos din caseta redacțională.
În anul 1927 apariția ziarului Czernowitzer Morgenblatt a fost interzisă pentru prima dată, deoarece autoritățile române voiau să pedepsească pretinse ofense religioase. Abia prin intervenția lui Dori Popovici, ministrul pentru problemele Bucovinei, ziarul și-a reluat apariția.
În 1938, bande cuziste au atacat redacția ziarului și au distrus tipografia. Ziarul și-a încetat apariția pentru a doua oară. Abia după ce a căzut Guvernul Goga-Cuza, ziarul a putut să reapară, datorită influenței exercitate de Nicolae Iorga, dar cu condiția ca jumătate din ziar să apară în germană și jumătate în română.
Ultimul număr al ziarului a apărut în ziua intrării Armatei Roșii în Cernăuți, la 28 iunie 1940, dată de la care ziarul și-a încetat definitiv apariția.
Jurnalistul Julius Weber a murit în octombrie 1942, în lagărul de la Bratzlaw, în Transnistria.